# Cleistanthus eberhardtii
Cleistanthus eberhardtii är en emblikaväxtart som först beskrevs av François Gagnepain, och fick sitt nu gällande namn av Léon Camille Marius Croizat. Cleistanthus eberhardtii ingår i släktet Cleistanthus och familjen emblikaväxter.
Artens utbredningsområde är Vietnam. Inga underarter finns listade i Catalogue of Life.